# 六
六 (six) est un kanji composé de 4 traits et fondé sur 亠 八. Il fait partie des kyōiku kanji de 1re année.
Il se lit ロク (roku) ou リク (riku) en lecture on et むつ (mutsu) ou むい (mui) en lecture kun.

## Utilisation
Ce kanji est souvent utilisé comme le chiffre 6 (voir 一, 二, 三, 四, 五, 六, 七, 八, 九, 十, 百, 千, 万), il sert à compter en japonais.
Il est utilisé aussi dans les noms de mois en japonais avec le kanji 月 (à consulter pour plus d'informations).